# Bătălia de la Mărășești
Bătălia de la Mărășești a fost o serie de acțiuni militare complexe desfășurate pe Frontul Român, în perioada 24 iulie/6 august – 6 august/19 august 1917 în zona Vrancei în spațiul dintre râurile  Siret și Putna și aliniamentul  Muncelu - Mărășești. Bătălia a avut ca rezultat eșecul ofensivei germane și stabilizarea frontului din zonă, până la sfârșitul conflagrației.
Confruntarea a opus Armata României și forțe aparținând Imperiului Rus – aflate în defensivă, trupelor germane – aflate în ofensivă, în timpul campaniei militare românești din 1917 din Primul Război Mondial.
Obiectivul strategic al Puterilor Centrale era spargerea frontului și înaintarea pe valea Siretului spre Adjud pentru a se face joncțiunea cu trupele Armatei 1 austro-ungare aflate în ofensivă la Oituz și realizarea unui cap de pod la est de Siret.  
Prin durată, proporții și intensitate a fost cea mai mare bătălie de pe frontul românesc pe durata Primului Război Mondial.
Bătălia de la Mărășești a durat 28 de zile, dintre care 15 au fost de luptă, iar 13 de acalmie relativă. În timpul confruntărilor, Armata I română a pierdut 27.410 oameni – anume 16% din efectivul trupelor române la începutul luptelor – dintre care 5.125 de morți, 9.818 de dispăruți și 12.467 de răniți. Armata IV rusă a suferit și ea pierderi umane semnificative, aproximate la 25.650 de oameni – 7.083 de morți, 10.400 de răniți și 8.167 de dispăruți. În tabăra germană, Armata IX a totalizat un număr estimat cuprins între 60.000-65.000 de oameni morți, răniți și dispăruți.

## Contextul operativ strategic
Planul de campanie elaborat de comandamentul româno-rus prevedea desfășurarea unei ofensive strategice, cu lovitura principală dată în sectorul Nămoloasa de către Armata 1 română. După străpungerea frontului inamic, grosul forțelor acestei armate executau o mișcare de învăluire în direcția sud-vest, către Râmnicu Sărat, în scopul lovirii din flanc și spate a grupării principale de forțe a Armatei 9 germane. Manevra urma să fie executată simultan cu un atac de fixare, din direcția nord, executat Armatei 4 ruse. În același timp, unitățile române de cavalerie împreună cu forțele Armatei 6 ruse trebuiau să execute o lovitură secundară în direcția sud-est, cu scopul de a respinge spre Dunăre forțele germano-bulgaro-turce din Câmpia Brăilei.:p. 294:pp. 435-437
Înfrângerea trupelor ruse în Galiția orientală și Bucovina a impus renunțarea la acest plan. A fost anulată ofensiva de la Nămoloasa iar trupele a cinci corpuri de armată ruse din compunerea armatelor 4 și 9 ruse au fost scoase de pe frontul român și redislocate în Bucovina și Galiția orientală. Locul acestora pe front urma să fie luat de marile unități ale Armatei 1 române, aflate în curs de concentrare între Clipicești și Liești. Totodată, Armata 6 rusă își lungea frontul la flancul drept până la Liești. Această reorganizare a frontului era prevăzută să se realizeze în perioada 23 iulie/5august -28 iulie/10 august 1917.:pp. 302-303
Planul de campanie al Puterilor Centrale avea ca obiectiv scoaterea României din război și ajungerea în sudul Rusiei, în Ucraina, pentru a exploata resursele agricole din aceste regiuni. Planul prevedea executarea loviturii principale tot în sectorul Nămoloasa, simultan cu un atac executat pe valea Oituzului.:p. 442:pp. 347-354
Declanșarea ofensivei de la Mărăști de către Armatei 1 a obligat Puterile Centrale să renunțe la ofensiva în sectorul Nămoloasa și să-și concentreze efortul la vest de Siret, pe direcția Focșani-Adjud. În scopul de a profita de înfrângere a trupelor ruse din Galiția și Bucovina, la 24 iulie/6 august 1917, forțele centrale declanșează ofensiva, fără a mai aștepta realizarea concentrării tuturor forțelor și mijloacelor stabilite prin planul său de campanie. :pp. 495-496

## Forțe participante

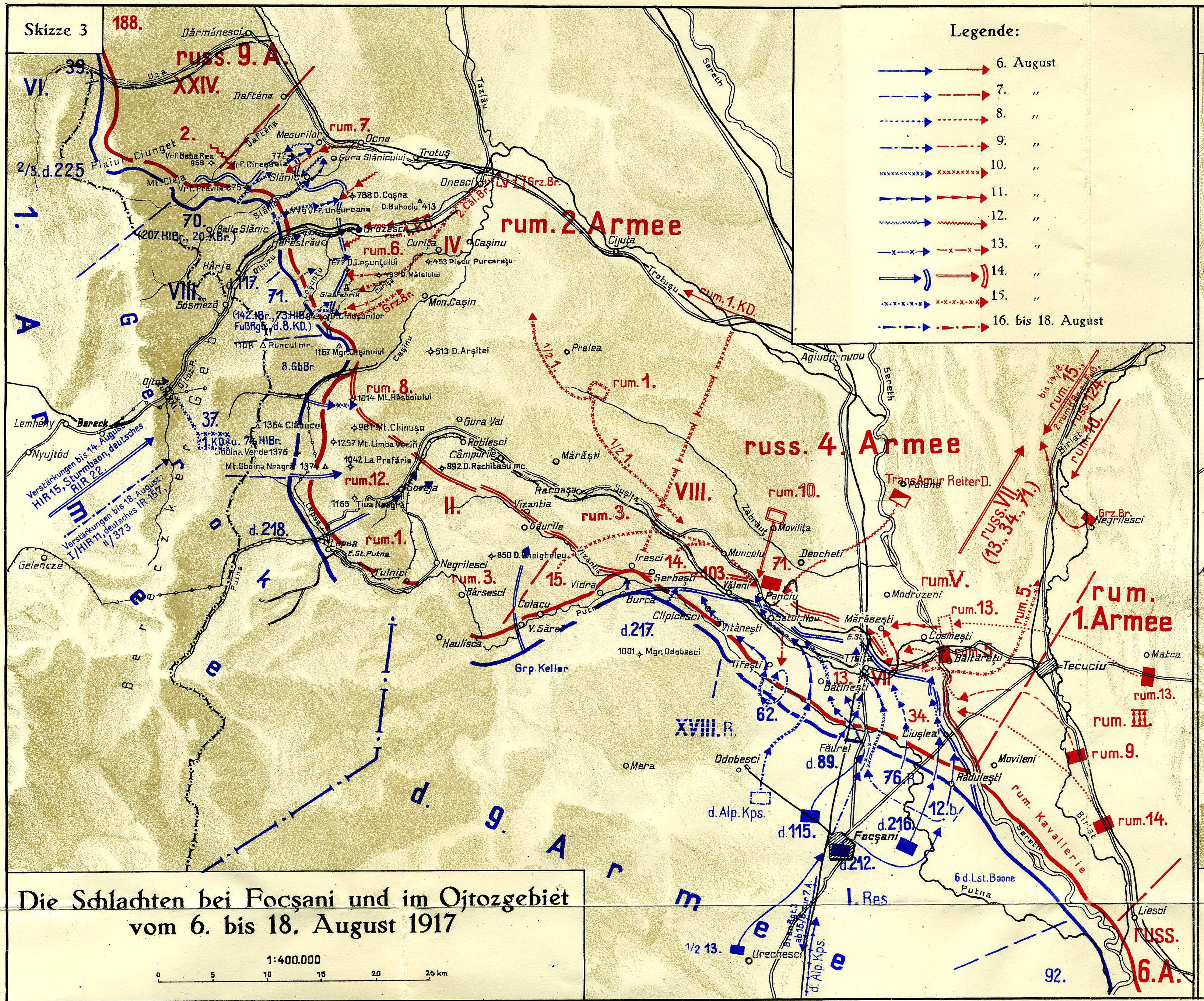
Desfășurarea acțiunilor militare, 6-18 august 1917

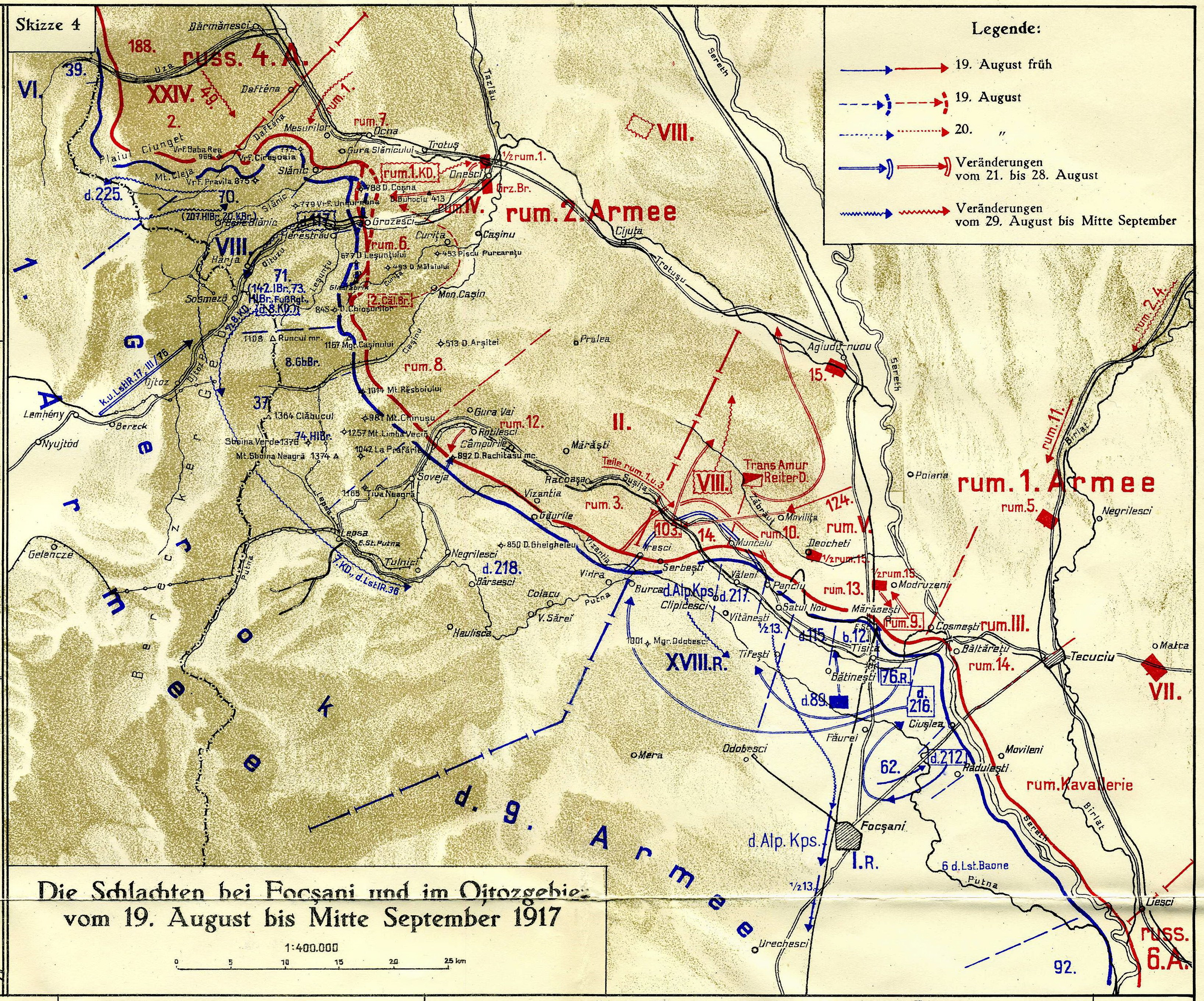
Desfășurarea acțiunilor militare, 19 august-15 septembrie 1917

### Dispozitivul forțelor româno-ruse
Forțele Armatei 1, comandată de generalul Constantin Christescu, erau grupate sub comanda a trei comandamente de corp de armată:  Corpul III Armată  - comandat inițial de generalul Constantin Iancovescu și ulterior de generalul Aristide Razu,  Corpul V Armată  - comandat de generalul Ioan Istrate și  Corpul VI Armată  - comandat de generalul Eremia Grigorescu.
În subordinea comandamentului Corpului III Armată au intrat Divizia 5 Infanterie, Divizia 13 Infanterie și Divizia 14 Infanterie. În subordinea comandamentului Corpului V Armată a intrat inițial Divizia 10 Infanterie iar ulterior și Divizia 15 Infanterie, iar în subordinea comandamentului Corpului VI Armată au intrat Divizia 9 Infanterie și Divizia 80 Infanterie rusă.:pp. 361-363 Rezerva Armatei 1 era formată din Divizia 12 Infanterie, Divizia 1 Cavalerie, Divizia 2 Cavalerie, Brigada de Grăniceri și Brigada 1 Călărași.:p. 295
Forțele Armatei 4 rusă, comandată de generalul Alexandr Ragoza, erau grupate în trei corpuri de armată:  Corpul 7 Armată  - comandat de generalul Nikolai Leontevici Iunakov,  Corpul 8 Armată  - comandat de generalul Gheorghi Gheorghevici Elcianinov și  Corpul 30 Armată  - comandat de generalul Alexandr Nilovici Gavrilov.
În subordinea Corpului 7 Armată au intrat Diviziile 13 și 34 Infanterie și Divizia de Cavalerie „Zamurskaia”. În subordinea Corpului 8 Armată a intrat Diviziile 14, 15 și 124 Infanterie (ultima transferată de la Armata 6), iar în subordinea Corpului 30 Armată au intrat Diviziile 71 și 103 Infanterie.:pp. 363-364

### Dispozitivul forțelor Puterilor Centrale
Forțele Armatei 9 germane, comandată de generalul Johannes von Eben, erau grupate în subordinea a două comandamente de corp de armată: Corpul I Rezervă  - comandat de generalul Curt von Morgen Corpul XVIII Rezervă  - comandat de generalul Karl von Wenninger.
În subordinea Corpului I Rezervă au intrat Divizia 12 Bavareză și Diviziile 76 și 89 Rezervă germane. În subordinea Corpului XVIII Rezervă au intrat Divizia 62 Infanterie austro-ungară, Divizia 217 Infanterie germană și Corpul Alpin. În rezerva Armatei 9 erau păstrate Divizia 212 Infanterie saxonă și Divizia 13 Trăgători austro-ungară.:pp. 364-365

## Comandanți
Comandanți români
- Comandanții Armatei 1
  - General Constantin Christescu
  - General Eremia Grigorescu
- Comandantul Diviziei 5 Infanterie - General Aristide Razu
- Comandantul Diviziei 9 Infanterie - General Constantin Scărișoreanu
- Comandantul Diviziei 10 Infanterie - General Henry Cihoski
- Comandantul Diviziei 13 Infanterie - General Ioan Popescu
- Comandantul Diviziei 14 Infanterie - General Grigore Bunescu

Comandanți ruși

- Comandant al Armatei 4 - General Aleksandr Ragoza

Comandanți ai Puterilor Centrale

- Comandant al Armatei 9 germană - General de infanterie Johannes von Eben[1]:pp. 183-184

## Desfășurarea acțiunilor militare
Acțiunile militare s-au desfășurat în trei mari etape. Etapa I, între, 24 iulie/6 august-30 iulie/12 august 1917, a constat într-serie de lupte defensive de mare intensitate, în condițiile în care  marile unități române ocupau treptat noul  dispozitiv de luptă, în vederea preluării apărării sectoarelor marilor unități ruse retrase de pe front sau care mai aveau o slabă capacitate de  rezistență. În această etapă s-a manifestat și o criza de comandament romano-rusă, constând în  neînțelegerile dintre generalii Constantin Christescu și Alexandr Ragoza, comandații armatelor 1 română respectiv 4 rusă. Criza a fost rezolvată prin înlocuirea generalului Constantin Christescu cu generalul Eremia Grigorescu, la comanda Armatei 1.
A doua etapă, de apogeu a bătăliei, cuprinde acțiunile militare din perioada 31 iulie/13 august-6/19 august 1917, fiind caracterizată prin acțiuni ofensive de mare intensitate a Puterilor Centrale, concomitent cu, organizarea unei defensive solide de către trupele române, intrate complet în noul dispozitiv de luptă. Etapa s-a sfârșit cu eșuarea definitivă a ofensivei forțelor centrale.
Cea de-a treia fază a bătăliei, între 7/20 august-21 august/3 septembrie 1917, a fost caracterizată prin diminuarea semnificativă a intensității luptelor, forțele centrale mai încercând o singură acțiune ofensivă importantă, destinată rectificării frontului, în zona Varnița-Muncelu.:passim:passim:passim

## Rezultate și urmări
Bătălia de la Mărășești a fost cea mai amplă confruntare din vara anului 1917 de pe frontul român, fiind continuarea în timp și spațiu a celei de la Mărăști. Ea s-a întins pe durata a 29 de zile, din care în 16 zile au fost desfășurate acțiuni militare semnificative.:592:639
Pierderile suferite au fost mari de fiecare din părți. Armata 1 română a pierdut 27.410 de militari (16 %) din efectivul inițial de 170.000 militari: 5125 morți (125 de ofițeri, 5000 trupă), 9818 dispăruți (118 ofițeri, 9700 trupă) și 12.467 răniți (367 ofițeri, 12.100 trupă). Armata 4 rusă a pierdut 25.620 de militari : 7083 morți (83 de ofițeri, 7000 trupă), 8167 dispăruți (167 ofițeri, 8000 trupă) și 10.400 răniți (400 ofițeri, 10.100 trupă).:641
Puterile Centrale au evitat să dea cifre oficiale asupra pierderilor suferite, estimându-se că numai pierderile suferite de Armata 9 germană se ridică la 60-65.000 militari (morți, răniți sau dispăruți).:p. 590:641
Pierderea bătăliei de la Mărășești a forțat Puterile Centrale să renunțe definitiv la acțiuni ofensive pe frontul român și să treacă la defensivă. Obiectivele propuse: scoaterea României din război și ajungerea în sudul Ucrainei, nu au putut fi atinse, grație în primul rând rezistenței eroice a forțelor române. La Mărășești a căzut sublocotenentul erou Ecaterina Teodoroiu.